# 도계동층
도계동층(道溪洞層, Dogyedong Formation)은 대한민국 경상 분지 영양소분지에 분포하는 중생대 백악기의 퇴적암 지층이다. 이 지층은 영양군의 대부분을 차지한다.

## 지역별 지질

### 안동시
중평동 지질도폭(1970)에 의하면 도계동층은 주로 녹회색 또는 자색(赭色) 이암과 응회질사암 또는 석회암, 역암, 알코스질사암 등이 교호(交互)한다. 이 중 역암은 하부에서 현저하게 발달하고 자색(赭色) 이암 및 사암과 호층을 이룬다. 자색 계열은 하부에, 상부로 갈수록 거의 녹회색 계열로 구성된다. 청량산층보다 더 북동부인 대곡동 상류 지역에 분포한다.
예안 지질도폭(1969)에 의하면 주로 적갈색 이암과 응회질 사암으로 구성되며 원형 역암, 석회질사암, 알코스질사암, 녹회색 사암 및 2개 층의 화산암류를 수반한다. 적갈색 이암과 응회질 사암은 전 층에 걸쳐 넓게 발달하며 원형 역암은 적색 이암과 응회질 사암과 더불어 호층을 이루나 특히 하부에서 현저하다. 석회질이암과 석영질사암도 간간히 협재되며 알코스질사암은 대체로 원형 역암의 상하 가까이에 협재된다. 녹회색 사암은 본 층 중부에 발달한다. 
원형 역암의 역(礫)은 3~5 cm 직경의 화강암, 규암, 사암, 적색 이암, 암회색 셰일, 녹회색 사암, 회색석회암의 원형 역[圓礫]과 화산암의 각력(角礫)이다. 층리는 비교적 잘 발달하며 적색 이암 및 응회질사암에는 건열이 현저하다. 화석은 발견되지 않았고 지층의 두께는 400 m 이상으로 측정된다. 도폭 내에서 모두 태곡 단층―예안면 태곡리와 재산면 남면리를 잇는다―동부 및 봉화군 재산면 남면리 이남 지역에 분포한다.

### 영덕군
영덕군의 도계동층은 주로 자색의 셰일, 미사암으로 구성되며 두께는 150~250 m이다. 층리는 청량산층 부근에서 동-서 주향에 남쪽으로 경사하나 남부로 갈수록 남-북 내지 북북서 주향에 서쪽으로 경사한다. 영덕군 영덕읍 화천리 산 95 (북위 36° 27′ 20.83″ 동경 129° 20′ 31.40″ / 북위 36.4557861°  동경 129.3420556° )에는 임도를 따라 도계동층이 약 100 m 에 걸쳐 드러나 있다. 노두의 두께는 7~10 m이며 주로 적색 사암, 실트스톤, 역암으로 구성되고 역질조립사암이 협재된다. 역암의 역은 원마도가 양호한 현무암, 화강암, 규암, 사암 등으로 구성된다. 이중 현무암 자갈은 도계동층 하부의 청량산층 오십봉 현무암에서 기원한 것이다. 역암 하부는 침식적이고 점이층리 또는 역점이층리를 보이며 부분적으로 층리가 발달한다. 또한 사질역암으로 구성된 쇄설성 암맥이 약 2 m 길이로 발달한다.

### 영양군과청송군
도계동 지질도폭(1963)에 의하면 하부의 청량산층과는 점이적이고 정합적인 관계이다. 양자의 경계는 청량산층 상부에서 현무암이 첨멸되는 부분을 도계동층의 하한으로 설정하였다. 도계동층의 하부는 비교적 원마도가 좋은 작은 자갈로 구성된 역암, 사암, 이암, 셰일 등이 교호하며 이는 청량산층 오십봉층원과 유사하다. 역암과 사암은 도계동층의 하부에서 현저하며 상부로 갈수록 셰일 및 이암층이 우세해진다. 각 엽층의 두께는 대체로 1.5 내지 5 m로서 10 m를 초과하지 못한다. 
역암의 자갈은 원마도가 좋으며 크기 5 cm 내외의 것들이다. 역암과 사암은 갈색 내지 담홍색을 띠며, 역암은 곳에 따라 알코스사암으로 점이된다. 셰일 및 이암은 (어두운) 자색(赭色)을 띤다. 도계동층의 상한이 나타나지 않아 전체 두께를 알 수 없으나 900 m 이상으로 추정된다. 도계동층은 대구층에 대비되는 것으로 추정된다. 도폭 내에서 청량산층 분포지역 남쪽 및 서쪽인 영양군 청기면 행화리-당리 이남 지역, 일월면 도곡리-칠성리 이남 및 수비면 송하리 이서 지역 일대에 넓게 분포한다.
영양 지질도폭(1970)에 의하면 이 지역에 분포하는 경상 누층군 지층으로서 하부의 청량산층을 정합으로 덮고 도폭의 절반 이상을 차지하고 있으며 영양읍, 청기면의 대부분 지역, 입암면과 석보면 서부, 청송군 진보면 동부 일대 지역에 넓게 분포한다. 이렇게 넓은 분포를 갖는 것은 이 지역에 발달하는 남-북 주향의 계단(階段) 단층에 의하여 반복되어 나타나기 때문이다. 구성 암석은 전체적으로 적갈색 내지 자색(赭色) 계통의 색을 띠며 주로 이암과 석회질 알코스질사암 및 응회암질 암석의 호층으로 구성되고 역암 및 역질사암, 응회암 및 현무암류를 포함한다. 역암 및 역질 사암층의 발달은 미약하다. 
도계동층에 함유되는 응회질사암, 응회암 및 현무암류는 도계동층 퇴적 중에 화산 활동을 지시하지만 청량산층 오십봉층원에 비하여 규모로 보아 미약해졌음이 확인된다. 도계동층 하한(下限)에서 약 270 m 상위에 두께 10~20 m인 1~2매의 엷은 세천동(細川洞) 현무암류 및 응회암이 발달하고 그 상위로는 화성활동의 흔적을 찾을 수 없다.
2006년 영양소분지 일대의 도계동층을 조사한 결과 영양군 지역의 도계동층에서 6개의 공룡 발자국 화석산지가 발견되었다.
| 화석산지 위치                             | 암상      | 개수              | 길이                      | 폭                        | 종류          |
| ----------------------------------------- | --------- | ----------------- | ------------------------- | ------------------------- | ------------- |
| 영양군 입암면 병옥리 병옥교 교각 아래     | 적색 셰일 | 6                 | 45~60                     |                           | 용각류        |
| 영양군 입암면 교리 하상                   | 적색 셰일 | 2                 | 56                        |                           | 용각류        |
| 영양군 청기면 상천리 동천 하상            | 적색 셰일 | 10                | 51~63                     | 44~56                     | 용각류        |
| 영양군 청기면 구매리 여미마을 하상        | 적색 사암 | 1                 | 42                        | 25                        | 용각류        |
| 영양군 청기면 구매리 구통마을 소청천 하상 | 적색 셰일 | 7                 | 15~65                     |                           | 용각류        |
| 영양군 영양읍 상원리 당평마을 반변천 하상 | 적색 셰일 | 용각류 5 조각류 1 | 용각류 25~39 조각류 26~80 | 용각류 20~26 조각류 22~63 | 용각류 조각류 |

영양군의 도계동층
- 입암면 신사리 지방도 제911호선 도로변
북위 36° 36′ 04.4″ 동경 129° 04′ 49.8″ / 북위 36.601222°  동경 129.080500°
- 일월면 칠성리 반변천 하천변 노두
북위 36° 44′ 05.0″ 동경 129° 08′ 57.9″ / 북위 36.734722°  동경 129.149417°
- 청기면 상청리 동천변의 도계동층 노두
북위 36° 38′ 31.5″ 동경 129° 03′ 54.4″ / 북위 36.642083°  동경 129.065111°
- 청기면 토곡리 460 하천변 노두
북위 36° 41′ 46.0″ 동경 129° 02′ 53.0″ / 북위 36.696111°  동경 129.048056°
- 청기면 토구리 산 8-4, 학암교 남쪽 동천 하천변 노두
북위 36° 42′ 22.0″ 동경 129° 03′ 11.5″ / 북위 36.706111°  동경 129.053194°
- 청기면 무진리 무진교 북측
북위 36° 44′ 29.0″ 동경 129° 01′ 47.0″ / 북위 36.741389°  동경 129.029722°
- 청기면 당리 산 87-1 지방도 제918호선 도로변
북위 36° 45′ 17.5″ 동경 129° 03′ 03.0″ / 북위 36.754861°  동경 129.050833°
- 청기면 당리 570-1 지방도 제918호선 도로변
북위 36° 45′ 25.0″ 동경 129° 03′ 20.0″ / 북위 36.756944°  동경 129.055556°
- 일월면 도곡리 산 281-25 지방도 제918호선 도로변
북위 36° 45′ 24.0″ 동경 129° 04′ 13.0″ / 북위 36.756667°  동경 129.070278°
- 일월면 도곡리 산 281-11 지방도 제918호선 도로변
북위 36° 45′ 21.0″ 동경 129° 04′ 25.0″ / 북위 36.755833°  동경 129.073611°
- 일월면 가곡리 산 114-1 지방도 제918호선 도로변
북위 36° 44′ 17.0″ 동경 129° 05′ 15.5″ / 북위 36.738056°  동경 129.087639°
- 영양 감천리 측백나무 숲과 도계동층 절벽

## 같이 보기
- 경상 누층군
- 영양군의 지질
- 한국의 지질